# Via Quattro Novembre
La Via Quattro Novembre (ou IV Novembre) est une rue de Rome, allant de la place des Saints Apôtres à la via Nazionale, à travers les quartiers de Monti et de Trevi.

## Histoire
La rue a été établie officiellement le 27 novembre 1918. Le long du nouvel axe ont été construits au cours des trois dernières décennies du XIXe siècle, certains des bâtiments, y compris le Teatro Drammatico Nazionale (1886), plus tard démoli et remplacé par le palazzo INAIL (1934), et la maison Rubboli (1886)  près de la tour médiévale des Colonna (anciennement Tour Carbonis), construite au XIIe siècle .

## Édifices
Le palais Pignatelli est situé au numéro 152, en face de la maison Rubboli et de la tour des Colonna. Construit comme résidence du cardinal Antonio Pignatelli, qui devint plus tard le pape Innocent XII, l'édifice a été reconstruit par dans les années 1880, à la suite de l'ouverture de la via Nazionale, qui a eu lieu en 1871. Les décorations ont été effectuées en 1906 par le peintre romain Giovanni Capranesi.

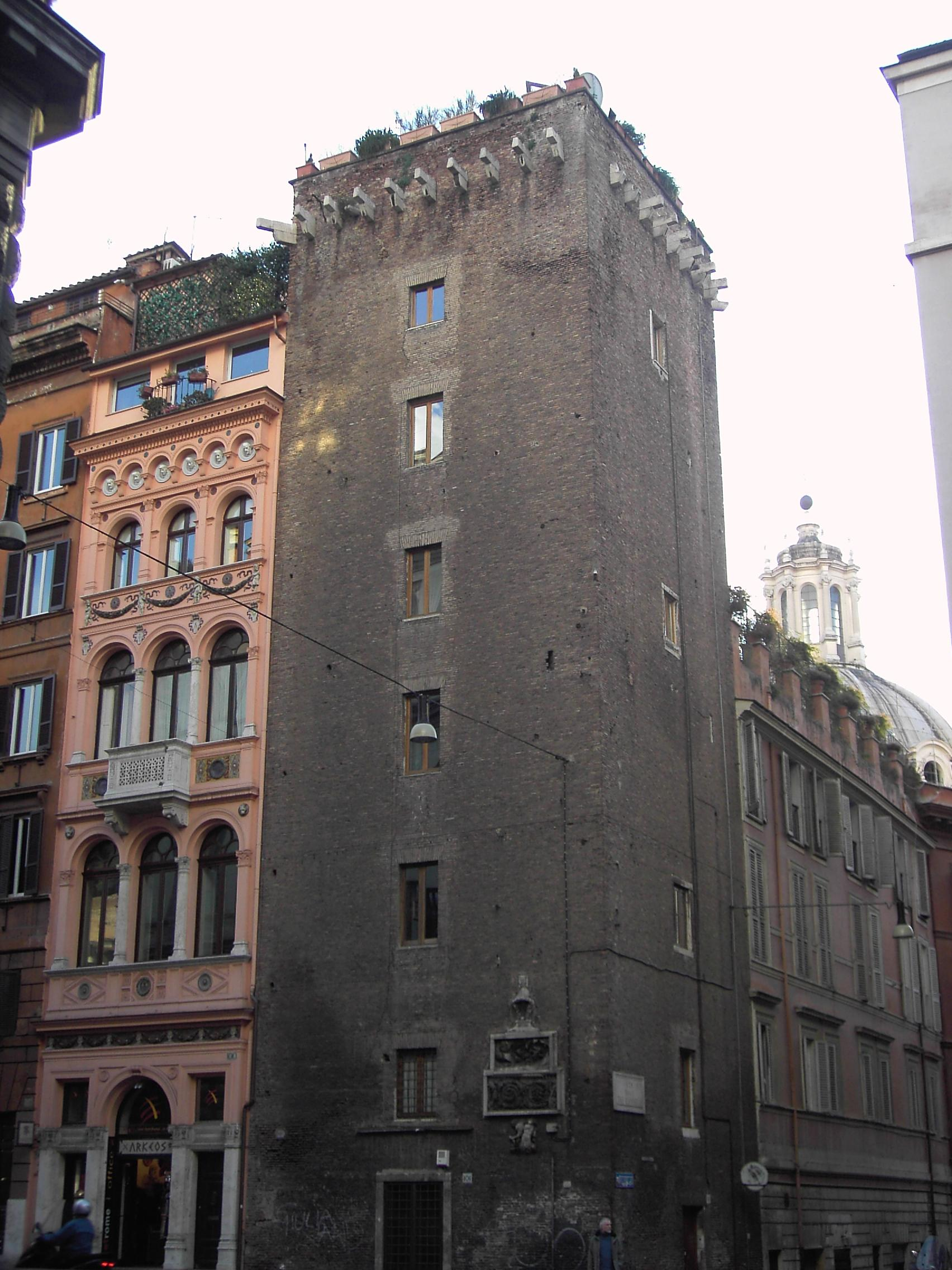
La tour des Colonna, et, à gauche, la maison Rubboli.